# Francesco Battaglioli
Francesco Battaglioli fue un pintor italiano nacido en Módena en 1725 y fallecido en Venecia en 1796.

## Biografía
Desde Módena, según indican fuentes antiguas, se traslada a Venecia que se convirtió, de hecho, en su patria de adopción, desde 1747 a 1751, periodo en el que su nombre aparece en el gremio de pintores. 
Tres años más tarde, fue llamado a Madrid por Fernando VI, para pintar los paisajes de los Palacios Reales de Aranjuez y Madrid. En la corte española, donde sucedió a Antonio Joli, quien había sido reclamado por Carlos VII (futuro Carlos III) en Nápoles, se compromete a trabajar con Farinelli y Pietro Metastasio en la creación de los decorados para muchas representaciones melodramáticas, algunos de los que se conservan en la Real Academia de Bellas Artes de San Fernando.
De regreso a Venecia después de la muerte del rey (1760), fue elegido miembro de la Galería de la Academia de Venecia en 1772.

## Obra
- El Coliseo del Buen Retiro o Fiesta en un palacio barroco (escena de la ópera Armida Placata), 1750, Real Academia de Bellas Artes de San Fernando.[4]
- Fiesta oriental en un palacio (escena de la ópera Didone Abbandonata), Real Academia de Bellas Artes de San Fernando.[5]
- Fernando VI y Bárbara de Braganza en los jardines de Aranjuez, 1756, Museo del Prado. Esta obra, al igual que la siguiente, fueron probablemente un encargo de Farinelli, que aparece representado a la izquierda junto a un grupo de músicos.[6]
- Vista del Palacio de Aranjuez, 1756, Museo del Prado.[7]
- Villaviciosa de Odón, a mediados del siglo XVIII.
- Decorado para Armida Placata, Acto I, escena IV, Museo de Zamora (depósito del Museo del Prado).[8]
- Caballero combatiendo con dragones en un bosque, Real Academia de Bellas Artes de San Fernando.[9]
- La Nitteti, Real Academia de Bellas Artes de San Fernando.[10]

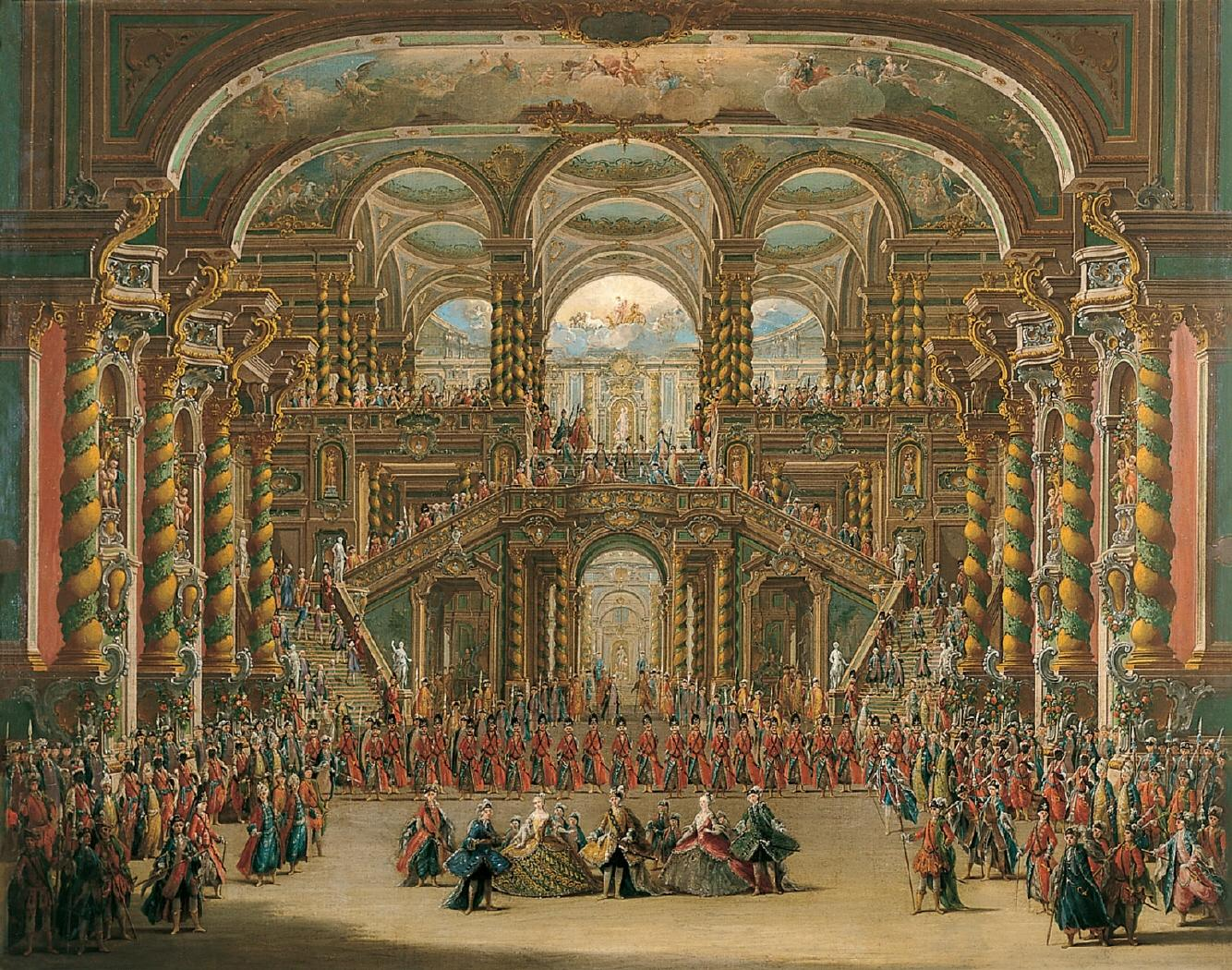
El Coliseo del Buen Retiro o Fiesta en un palacio barroco (escena de la ópera Armida placata), Real Academia de Bellas Artes de San Fernando.
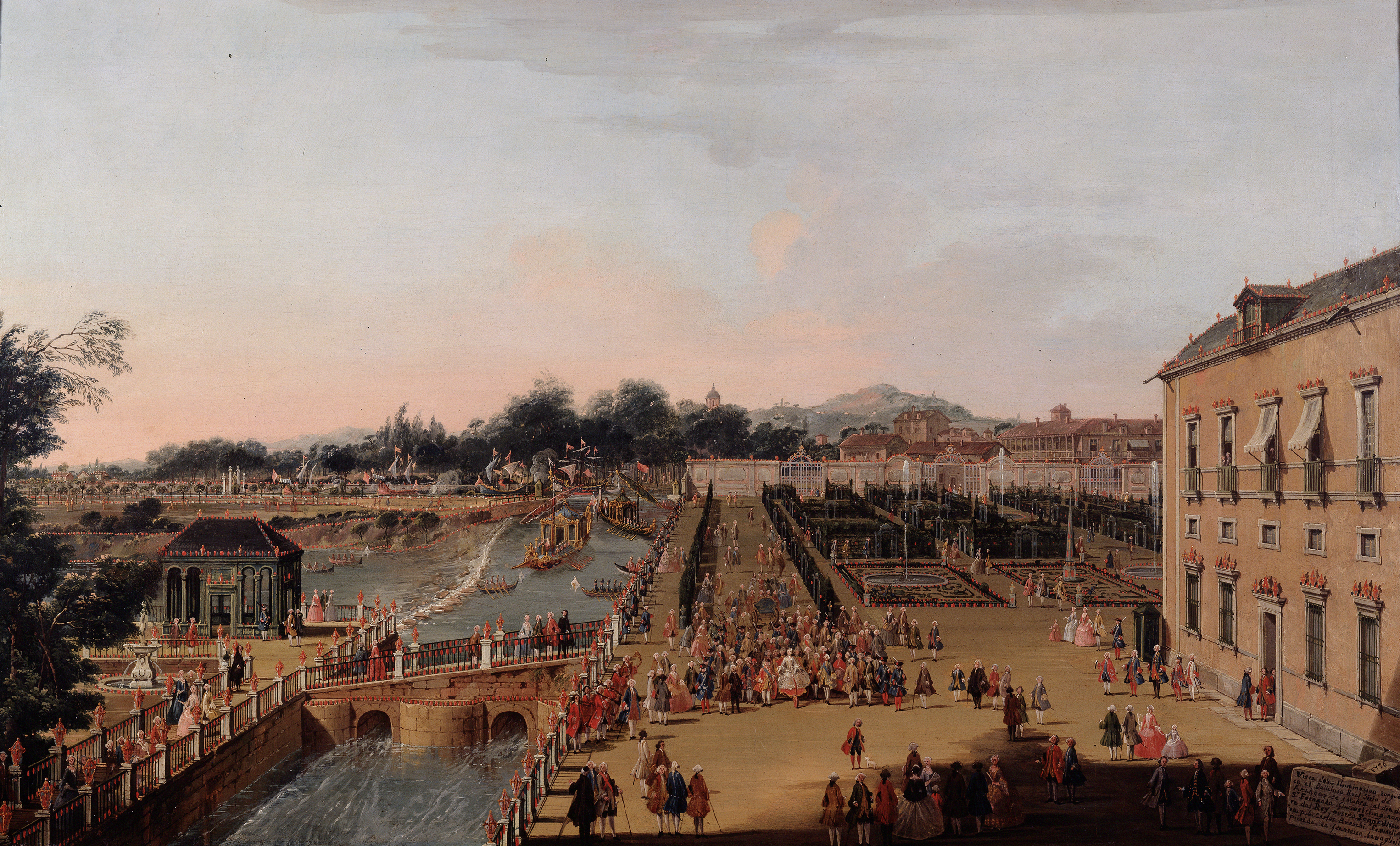
Fernando VI y Bárbara de Braganza en los jardines de Aranjuez (Museo del Prado).
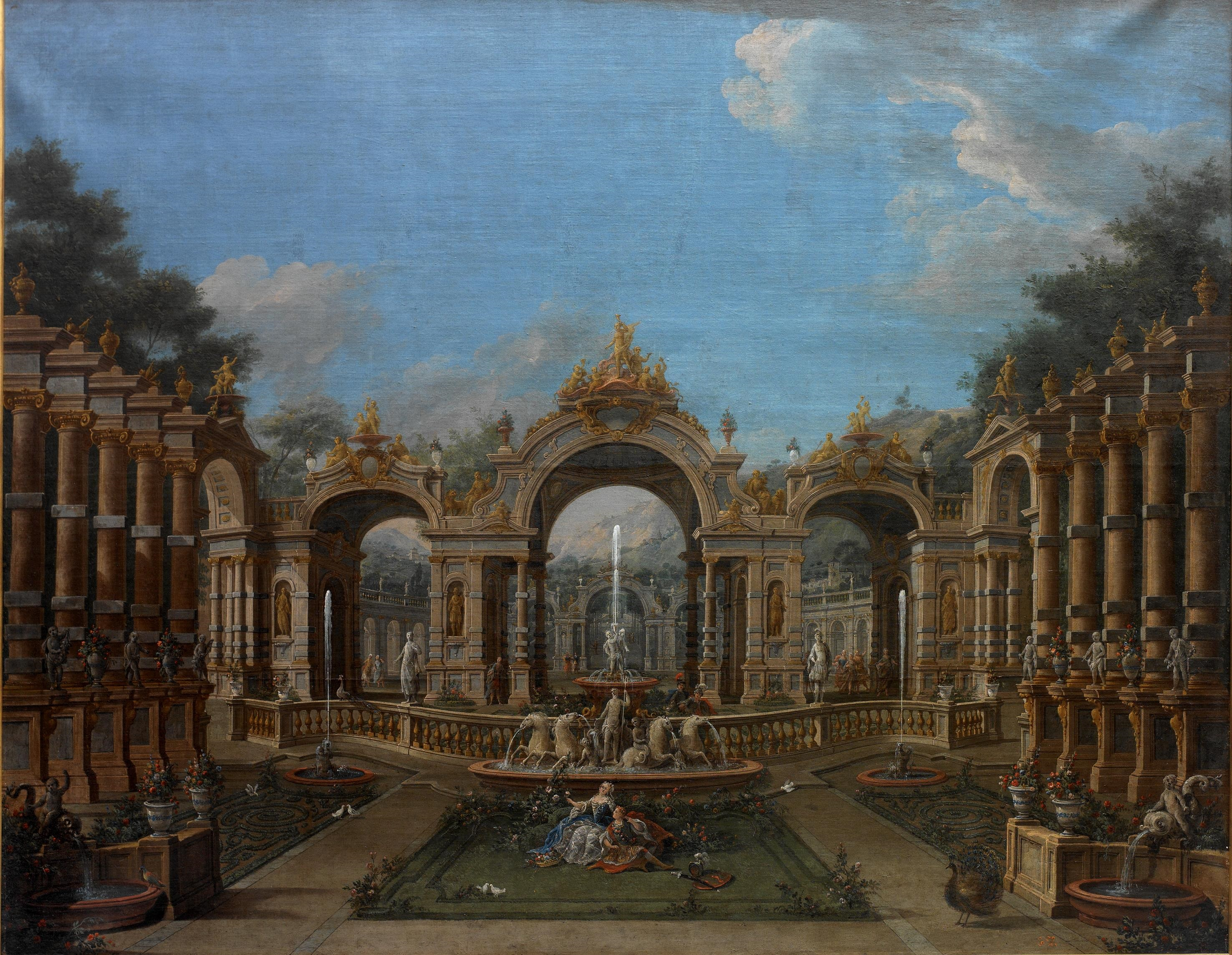
Decorado para Armida Placata, acto I, escena IV, Museo del Prado (en depósito en el Museo de Zamora).
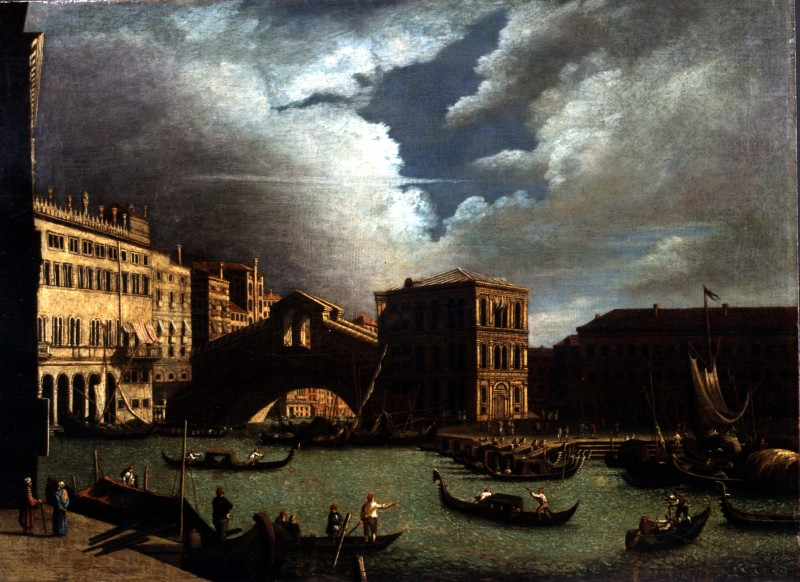
El puente de Rialto, obra de Francesco Battaglioli realizada entre 1760 y 1790 (Fondazione Cariplo).